# Djillali Ben Omar
Djillali Ben Omar (em árabe: جيلالي بن عمار) é uma comuna localizada na província de Tiaret, Argélia. Sua população estimada em 2008 era de 5 443 habitantes.